# Сеніяд Ібричич
Сеніяд Ібричич (босн. Senijad Ibričić, нар. 26 вересня 1985, Котор-Варош) — боснійський футболіст, який грав на позиції півзахисника. Виступав, зокрема, за клуби «Загреб», «Хайдук» (Спліт), московському «Локомотиві», низці турецьких, іранських і словенських клубів, а також у складі національної збірної Боснії і Герцеговини.

## Клубна кар'єра
У дорослому футболі дебютував 2003 року виступами за команду клубу «Подгрмец», в якій провів один сезон, взявши участь у 23 матчах чемпіонату.
Своєю грою за цю команду привернув увагу представників тренерського штабу клубу «Загреб», до складу якого приєднався 2004 року. Відіграв за загребську команду наступні чотири сезони своєї ігрової кар'єри. Більшість часу, проведеного у складі «Загреба», був основним гравцем команди.
2008 року перейшов до клубу «Хайдук» (Спліт) за 1,8 мільйона євро. У складі сплітського клубу провів наступні три роки своєї кар'єри гравця. Граючи у складі «Хайдука», також здебільшого виходив на поле в основному складі команди, а у 2010 році визнаний найкращим гравцем Хорватії. У складі «Хайдука» був одним з головних бомбардирів команди, забивши за 76 проведених матчів 35 м'ячів.
2011 року уклав контракт з російським клубом «Локомотив» (Москва), але у основний склад клубу пробитися не зумів. Керівництвом клубу було прийняте рішення передати гравця в оренду до інших клубів. Частину 2012 року Ібричич провів у оренді у «Ґазіантепспорі», а частину 2013 в іншій турецькій команді, «Касимпаша».
Того ж 2013 року перейшов до «Кайсері Ерджієсспора». За час виступів у команді провів у найвищому дивізіоні за клуб 40 матчів, у яких відзначився 4 забитими м'ячами.
9 лютого 2015 року Сеніяд Ібричич перейшов до складу македонського клубу «Вардар» на правах оренди., у якому виступав протягом півроку, протягом яких встиг відзначитись за столичний македонський клуб 5 разів у 13 матчах чемпіонату країни, та здобути титул чемпіона країни. До кінця 2015 року Ібричич грав у ще одному турецькому клубі — «Каршияка», за який футболіст зіграв лише у 6 матчах.
У січні 2016 року Сеніяд Ібричич став гравцем іранського клубу «Сепахан», та дебютував у чемпіонаті Ірану у зіграному внічию 2-2 матчі з клубом «Персеполіс». Проте в цій команді футболіст зіграв лише 5 матчів, і вже в цьому ж році повернувся до Європи. а саме до словенського клубу «Копер». У цій команді Ібричич грав протягом року, зігравши за клуб 29 матчів. У 2017 році футболіст став гравцем іншого словенського клубу «Домжале». У команді грав до 2022 року, після чого завершив кар'єру гравця.

## Виступи за збірні
Протягом 2004—2006 років залучався до складу молодіжної збірної Боснії і Герцеговини. На молодіжному рівні зіграв у 12 офіційних матчах, забив 8 голів.
2006 року дебютував в офіційних матчах у складі національної збірної Боснії і Герцеговини. У складі збірної був учасником чемпіонату світу 2014 року в Бразилії. За час виступів за збірну провів у формі головної команди країни 44 матчі, забивши 4 голи. 21 липня 2014 року Ібричич оголосив про завершення своєї кар'єри у збірній.

## Титули і досягнення
- Володар Кубка Хорватії (1):

«Хайдук»: 2009-10
- Найкращий гравець чемпіонату Хорватії (1):

«Хайдук»: 2009–10
- Чемпіон Македонії (1):

«Вардар»: 2014-15